# Сакатекас (Сакатекас)
Сакатекас (ісп. Zacatecas, ацт. Zacatecah ) — місто в Мексиці, столиця штату Сакатекас. 
Місто було засноване в 1548 році, через два роки після відкриття срібла в цьому районі, та отримуло статус міста в 1584 році. Його населення станом на 2005 рік становило 122 тис. мешканців. Сакатекас також є адміністративним центром муніципалітету Сакатекас, що оточує місто. Населення муніципалітету становить 132 тис. мешканців, а його площа — 444 км². Місто найбільше у штаті Сакатекас, трохи більше за місто Фреснільйо (населення 110 тис.), проте муніципалітет Фреснільйо (населення 196 тис.) більший за площею та населенням за муніципалітет Сакатекас.
| Мексика | Це незавершена стаття з географії Мексики. Ви можете допомогти проєкту, виправивши або дописавши її. |

1. ↑  * Назва в офіційному англомовному списку